# Лесни Профили Стари Сланкамен
Природни споменици Лесни Профил и Чот налазе се код Старог Сланкамена на десној обали реке Дунав.,на обронцима планине Фрушка Гора.

## Лесни профил
Лесни профил код Старог Сланкамена је репрезентативно геонаслеђе лесних седимента у Европи који датирају из леденог доба и постоје 800 000 година. 
На лесном профилу код Старог Сленкамена издваја се једанаест педокомплекса: педокомплекси Ф11 до Ф9, рубифицираног смеђег земљишта која одговарају  влажној медитеранској клими старијег плеистоцена. Настајао је постепено таложењем седимената што је резултовало постојању шест светлијих хоризоната леса и шест тамнијих хоризоната фосилних земљишта, насталих у различитим периодима топле и влажне и хладне и суве климе.

## Лесни профил Чот
Лесни профил Чот налази се у северозападном делу насеља Одушевци наспрам ушћа Тисе. До локалитета се може доћи из Старог Сланкамена путем који прати обалу Дунава, и из правца Новог Сланкамена.Његов отворени део има дужину од 35 м,а дужина лесног профила је око 90 м.